# George Duning
George Duning (Richmond, 25 febbraio 1908 – San Diego, 27 febbraio 2000) è stato un compositore statunitense.
Autore di colonne sonore, ha ricevuto cinque volte negli anni '50 la candidatura all'Oscar alla migliore colonna sonora.

## Filmografia parziale
- A sangue freddo (Johnny O'Clock), regia di Robert Rossen (1947)
- La colpa di Janet Ames (The Guilty of Janet Ames), regia di Henry Levin (1947)
- Io non t'inganno t'amo! (I Love Trouble), regia di S. Sylvan Simon (1948)
- La favorita del maresciallo (The Gallant Blade), regia di Henry Levin (1948)
- Amanti crudeli (Slightly French), regia di Douglas Sirk (1949)
- Mani lorde (The Undercover Man), regia di Joseph H. Lewis (1949)
- Solo contro il mondo (The Doolins of Oklahoma), regia di Gordon Douglas (1949)
- La sete dell'oro (Lust for Gold), regia di S. Sylvan Simon e George Marshall (1949)
- Non c'è passione più grande (Jolson Sings Again), regia di Henry Levin (1949)
- Condannato! (Convicted!), regia di Henry Levin (1950)
- Tra mezzanotte e l'alba (Between Midnight and Dawn), regia di Gordon Douglas (1950)
- Ai confini del delitto (Two of a Kind), regia di Henry Levin (1951)
- Luci sull'asfalto (The Mob), regia di Robert Parrish (1951)
- Ultime della notte (Scandal Sheet), regia di Phil Karlson (1952)
- Paula, regia di Rudolph Maté (1952)
- Il corsaro (Captain Pirate), regia di Ralph Murphy (1952)
- Salomè (Salome), regia di William Dieterle (1953)
- Quarto grado (Tight Spot), regia di Phil Karlson (1955)
- 5 contro il casinò (5 Against the House), regia di Phil Karlson (1955)
- Quando una ragazza è bella (Bring Your Smile Along), regia di Blake Edwards (1955)
- Mia sorella Evelina (My Sister Eileen), regia di Richard Quine (1955)
- Conta fino a 3 e prega! (Count Three and Pray), regia di George Sherman (1955)
- La rivolta delle recluse (Women's Prison), regia di Lewis Seiler (1955)
- Picnic, regia di Joshua Logan (1955)
- Incantesimo (The Eddy Duchin Story), regia di George Sidney (1956)
- Al centro dell'uragano (Storm Center), regia di Daniel Taradash (1956)
- Piena di vita (Full of Life), regia di Richard Quine (1956)
- L'alibi sotto la neve (Nightfall), regia di Jacques Tourneur (1956)
- Quel treno per Yuma (3:10 to Yuma), regia di Delmer Daves (1957)
- Un solo grande amore (Jeanne Eagles), regia di George Sidney (1957)
- Il sentiero della violenza (Gunman's Walk), regia di Phil Karlson (1958)
- Un marito per Cinzia (Houseboat), regia di Melville Shavelson (1958)
- Io e il colonnello (Me and the Colonel), regia di Peter Glenville (1958)
- Una strega in paradiso (Bell, Book and Candle), regia di Richard Quine (1958)
- Attenti alle vedove (It Happened to Jane), regia di Richard Quine (1959)
- Addio dottor Abelman! (The Last Angry Man), regia di Daniel Mann (1959)
- I giganti del mare (The Wreck of the Mary Deare), regia di Michael Anderson (1959)
- Spionaggio al vertice (Man on a String), regia di André De Toth (1960)
- Noi due sconosciuti (Strangers When We Meet), regia di Richard Quine (1960)
- Che nessuno scriva il mio epitaffio (Let No Man Write My Epitaph), regia di Philip Leacock (1960)
- Il mondo di Suzie Wong (The World of Suzie Wong), regia di Richard Quine (1960)
- La nave più scassata... dell'esercito (The Wackiest Ship in the Army), regia di Richard Murphy (1960)
- Cavalcarono insieme (Two Rode Together), regia di John Ford (1961)
- Il diavolo alle 4 (The Devil at 4 O'Clock), regia di Mervyn LeRoy (1961)
- L'affittacamere (The Notorious Landlady), regia di Richard Quine (1962)
- Il visone sulla pelle (That Touch of Mink), regia di Delbert Mann (1962)
- Mia moglie ci prova (Critic's Choice), regia di Don Weis (1963)
- Le 5 mogli dello scapolo (Who's Been Sleeping in My Bed?), regia di Daniel Mann (1963)
- La porta dei sogni (Toys in the Attic), regia di George Roy Hill (1963)
- Una nave tutta matta (Ensign Pulver), regia di Joshua Logan (1964)
- Erasmo il lentigginoso (Dear Brigitte), regia di Henry Koster (1965)
- La grande vallata (The Big Valley) – serie TV (1965-1967)
- Tutti i mercoledì (Any Wednesday), regia di Robert Ellis Miller (1966)
- La famiglia Partridge (The Partridge Family) – serie TV (1971-1974)